# Vol Aeroflot 1491
Le 18 mai 1972 à 11 h 53 heure locale, l'Antonov An-10A opérant le vol intérieur régulier Aeroflot 1491, reliant Moscou à Kharkiv, s'écrase alors qu'il descendait pour atterrir à Kharkiv, tuant les 122 passagers et membres d'équipage à bord.

## Appareil impliqué et équipage

### Appareil impliqué
L'Antonov An-10A, immatriculé СССР-11215 (numéro d'usine 0402502, MSN 25-02), a été fabriqué à l'usine aéronautique de Voronej le 3 février 1961. Quatre jours plus tard, le 7 février, il est livré à la division Kharkiv d'Aeroflot. Il était propulsé par quatre turbopropulseurs Ivtchenko AI-20K. Au moment de la catastrophe, l'appareil avait effectué 11 106 cycles de vol et 15 485 heures de vol.

### Équipage
L'équipage qui pilotait l'avion appartenait au 87th Flight Squad (Kharkiv United Squadron). 
- Le capitaine Vladimir Vassiltsov était responsable de ce vol[2]. L'équipage comprenait également :

- le copilote Andrei Bourkovskii ;
- le navigateur Aleksandr Grichko ;
- l'ingénieur de vol Vladimir Chtchiokin ;
- l'opérateur radio Konstantin Peressetchanski[3].

## Déroulement
Le vol 1491 a décollé de l'aéroport de Moscou-Vnoukovo à 10 h 39 heure locale en direction de Kharkiv en RSS d'Ukraine. En descendant de son altitude de croisière de 7 200 mètres (23 622 pi) à une altitude de 1 500 mètres (4 921 pi), l'Antonov An-10 a subi une défaillance structurelle entraînant la séparation des deux ailes. Le fuselage a ensuite plongé avant de s'écraser dans une zone boisée. Les 114 passagers et 8 membres d'équipage à bord de l'avion sont tous morts dans l'accident,,.

## Conséquences
La Pravda a rendu compte du crash du vol 1491 peu après qu'il s'est produit. À l’époque, il était inhabituel qu'en Union soviétique la presse fasse état d’accidents aériens nationaux. 
La cause probable de l'accident a été déterminée comme étant la défaillance de la section centrale de l'aile en raison d'une fissure de fatigue dans le panneau central inférieur de l'aile.
À la suite de cet accident, Aeroflot a cessé les opérations de l'An-10.